# Rzyszczewo (osada w powiecie sławieńskim)
Rzyszczewo (niem. Ristow) – osada w Polsce położona w województwie zachodniopomorskim, w powiecie sławieńskim, w gminie Sławno przy drodze krajowej 6.
W skład sołectwa Rzyszczewo wchodzą wieś Rzyszczewo i przysiółek Rzyszczewko.

## Nazwa
Nazwy przejściowe: Stare Ryszczewo, Ryszczewo, Ryszewo.
Nazwa niemiecka to Ristow.

## Historia
Wioska powstała w średniowieczu, najprawdopodobniej w XII wieku.
Pierwsza wzmianka o miejscowości pochodzi z 1317 roku.
W 1818 roku w wiosce mieszkało 280 osób, a 1939 – 412. W tym samym roku były we wsi 104 budynki. 10 gospodarstw liczyło poniżej 5 hektarów, 3 – od 5 do 10 hektarów, 14 – od 10 do 20 hektarów i 6 powyżej 20 hektarów.
Wojska radzieckie zajęły Rzyszczewo 7 marca 1945 roku. Na terenie folwarku Rosjanie założyli gospodarstwo rolne istniejące do 1950 roku. W listopadzie tego roku majątek przeszedł w ręce polskie – utworzono tu państwowe gospodarstwo rolne, które istniało do 1991 roku. Gospodarstwa indywidualne zostały po wojnie przejęte przez Polaków. Ostatni Niemcy wyjechali z Rzyszczewa dopiero w 1957 roku.
W latach 60. i 70. powstało we wsi wiele bloków mieszkalnych dla pracowników PGR-u, burząc dawny charakter miejscowości.
W latach 1975–1998 miejscowość należała administracyjnie do województwa słupskiego.
Obecnie w Rzyszczewie działa Stowarzyszenie na Rzecz Rozwoju Wsi Rzyszczewo i Rzyszczewko, klub sportowy „Kolorowi” Rzyszczewo, świetlica wiejska. Przez wiele lat po wojnie działała tu szkoła podstawowa.

## Układ ruralistyczny
Wieś posiadała układ ulicowy z zespołem pałacowym. Zespół folwarczno-pałacowy znajdował się w północnej części wsi. Obecnie nie istnieje. Wyburzono wszystkie obiekty łącznie z pałacem.
Na południe od podwórzy folwarcznych znajdowała się kolonia mieszkalna robotników folwarcznych. Po 1945 roku znaczna część budynków została zniszczona lub przebudowana.
Park dworski o powierzchni 2 hektarów powstał pod koniec XIX wieku.
Kościół w Rzyszczewie, obecnie pw. Niepokalanego Poczęcia NMP, istniał już prawdopodobnie w XIII wieku. Zlokalizowany jest w części północnej układu przestrzennego wsi i stanowi jego najcenniejszy element architektoniczny. Przy kościele znajduje się cmentarz, który powstał w średniowieczu. Obecnie jest splantowany, bez śladów nagrobków. Na cmentarzu znajduje się pomnik poświęcony mieszkańcom, którzy zginęli w I wojnie światowej. Obecnie zwieńczony jest figurką Matki Bożej. Kościół należy do parafii w Malechowie.
Cmentarz wiejski zlokalizowany jest w środkowej części wsi. Założony został w drugiej połowie XIX wieku. Obecnie jest nieczynny.